# Ратбури
Ра́тбури (тайск. ราชบุรี) — город на западе Таиланда, административный центр одноимённой провинции.

## Географическое положение
Город находится в восточной части провинции, на берегах реки Мэкхлонг, на расстоянии приблизительно 65 километров к западу-юго-западу от столицы страны Бангкока. Абсолютная высота — 5 метров над уровнем моря.

## Население
По данным переписи 2000 года численность населения города составляла 82 803 человек.

## Экономика и транспорт
В окрестностях Ратбури ведётся добыча флюорита и олова. На близлежащих полях выращивают рис и овощи. Также город известен производством глазированной керамики ручной работы.
Сообщение Ратбури с другими городами осуществляется посредством железнодорожного, речного и автомобильного транспорта. Ближайший гражданский аэропорт расположен в районе Пхотхарам, провинции Ратбури.